# Доротея Фредеріка Бранденбург-Ансбаська
Доротея Фредеріка Бранденбург-Анбаська (нім. Dorothea Friederike von Brandenburg-Ansbach, 12 серпня 1676 — 13 березня 1731) — німецька шляхтянка XVII—XVIII століття з династії Гогенцоллернів, донька маркграфа Бранденбург-Ансбаського Йоганна Фрідріха та Йоганни Єлизавети Баден-Дурласької, дружина останнього графа Ганау-Ліхтенбергу та Ганау-Мюнценбергу Йоганна Рейнхарда III.

## Біографія
Народилась 12 серпня 1676 року в Ансбасі третьою дитиною та старшою донькою в родині маркграфа Бранденбург-Ансбаського Йоганна Фрідріха та його першої дружини Йоганни Єлизавети Баден-Дурласької. Мала старших братів Крістіана Альбрехта та Леопольда Фрідріха, який пішов з життя за тиждень після її народження. Згодом сімейство поповнилося молодшим сином Георгом Фрідріхом.
Втратила матір у віці 4 років. Батько невдовзі узяв другий шлюб із принцесою Елеонорою Ердмутою Саксен-Айзенаською. Від цього союзу Доротея Софія мала єдинокровну сестру Кароліну та брата Вільгельма Фрідріха. У 1680 році не стало і батька. Старший брат Крістіан Альбрехт помер неповнолітнім у 1692 році. Трон успадкував Георг Фрідріх. У 1695—1697 роках він добровольцем брав участь у війні за Пфальцьку спадщину в лавах імперської армії.

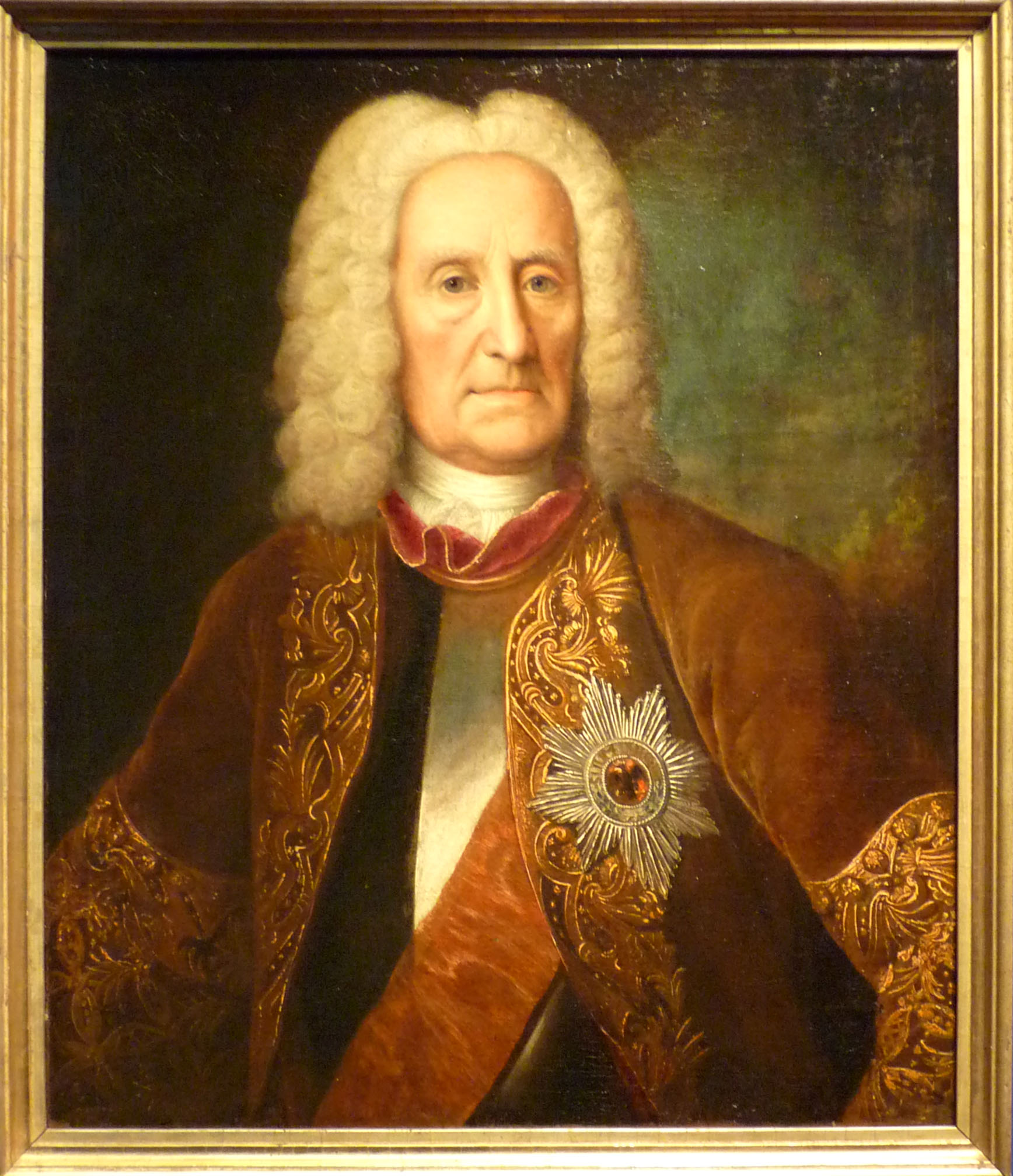
Портрет Йоганна Рейнхарда III

У 23-річному віці Доротея Фредеріка взяла шлюб з 34-річним графом Ганау-Ліхтенбергу Йоганном Рейнхардом III. Весілля відбулося 20 або 30 серпня 1699 року в Ганау. За дев'ять місяців народила єдину доньку, Шарлотту Крістіну (1700—1726) — майбутню дружину спадкоємного принца Гессен-Дармштадту Людвіга.
Граф багато років докладав зусиль, аби отримати спадковий титул імперського князя. Втім, коли зрозумів, що нащадків чоловічої статі він не матиме, припинив свої намагання.
Сімейство вело скромний образ життя, що, незважаючи на складну економічну ситуацію в країні, дозволяло фінансувати численні будівничі проєкти. У 1712 році Йоганн Рейнхард став також графом Ганау-Мюнценбергу. Великої уваги він приділяв розвитку культури у своїх володіннях. При ньому в Ганау вперше було проведене міське освітлення, були зведені нова міська брама та ратуша, завершене будівництво замку Філіпсруе з бароковим садом, розбита каштанова алея, створений фазанарій. У Буксвіллері за його правління розбили великий парк та перебудували графську резиденцію. Фінансувалося будівництво церков по всій країні.
Їхня донька, яка була одружена з ландграфом Гессен-Дармштадту, померла у 1726 році, залишивши п'ятьох дітей. Права на Ганау-Ліхтенберг передалися її синові Людвігу.
Доротея Фредеріка пішла з життя 13 березня 1731 року. Була похована в родинній графській крипті у лютеранській церкві Ганау.

## Родина
Чоловік — Йоганн Рейнхард III
Діти:
- Шарлотта Крістіна (1700—1726) — дружина спадкоємного принца Гессен-Дармштадтського Людвіга.